# Campylospermum gabonensis
Campylospermum gabonensis är en tvåhjärtbladig växtart. Campylospermum gabonensis ingår i släktet Campylospermum och familjen Ochnaceae.

## Underarter
Arten delas in i följande underarter:
- C. g. australis
- C. g. gabonensis